# Siawa (obwód niżnonowogrodzki)
Siawa (ros. Сява) – osiedle typu miejskiego w Rosji, w obwodzie niżnonowogrodzkim, w okręgu miejskim Szachunji. W 2010 liczyło 4729 mieszkańców.